# 스털링 헤이든

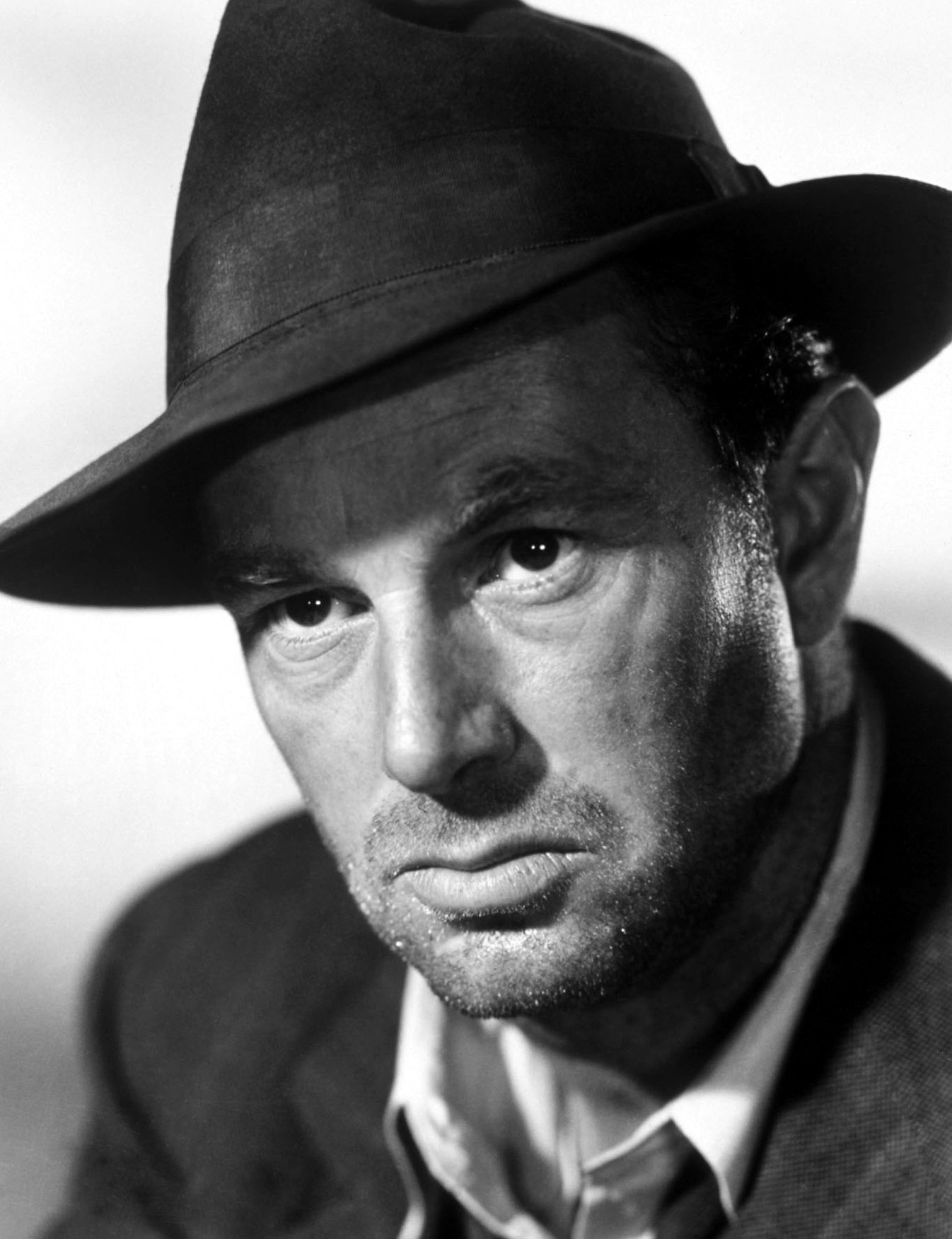

스털링 헤이든(Sterling Hayden, 1916년 3월 26일 ~ 1986년 5월 23일)은 미국의 배우이다.
몬트클레어에서 태어났으며 소살리토에서 사망하였다. 사인은 전립선암이다.

## 영화
- 대부 일대기 (1992년)
- 파로스 오브 카오스 (1983년)
- 남북전쟁 (1982년)
- 가스 (1981년)
- 나인 투 파이브 (1980년)
- 윈터 킬 (1979년)
- 집시들의 왕 (1978년)
- 더 시네마 어코딩 투 베를톨루치 (1976년)
- 1900년 (1976년) - 레오 역
- 더 파이널 프로그래미 (1973년)
- 긴 이별 (1973년)
- 대부 (1972년) - Capt. 마크 맥클루스키 역
- 악령의 성 (1970년)
- 애정 특급 (1969년)
- 캐롤 포 어나더 크리스마스 (1964년)
- 닥터 스트레인지러브 (1964년)
- 테러 인 어 텍사스 타운 (1958년)
- 킬링 (1956년)
- 프린스 밸리언트 (1954년)
- 쟈니기타 (1954년) - 자니 기타 로간 역
- 크라임 웨이브 (1953년)
- 소 빅 (1953년)
- 스타 (1953년)
- 플랫 톱 (1952년)
- 아스팔트 정글 (1950년)
- 버라이어티 걸 (1947년)